# Kassel Huskies
Les Kassel Huskies sont un club professionnel allemand de hockey sur glace basé à Cassel. Le club était connue comme ESG Kassel à la fondation en 1977 et après la première redésignation en 1987 comme EC Kassel. Depuis 1994 le nom original est Kassel Huskies comme le club fait partie des membres fondateurs de Deutsche Eishockey Liga, sa division actuelle.

## Historique
Le club est créé en 1987 sous le nom de EC Kassel. Il prend la suite du ESG Kassel, fondé en 1977 et dissout à la suite d'une faillite. Après deux saisons en troisième division, Cassel remonte en deuxième division en 1990.
En 1994, le club accède à la première division, la Deutsche Eishockey Liga. À cette occasion, il prend le nom de Kassel Huskies. En 1997, l'équipe atteint la finale du championnat d'Allemagne, mais doit s'incliner 3 manches à 0 contre Mannheim. La saison suivante, Cassel participe à la Ligue européenne (EHL), mais est éliminé au premier tour. En 2006, Cassel est relégué en 2. Bundesliga, sa division actuelle.

### Palmarès
- Vainqueur de la 2. Bundesliga: 2008.
- Vainqueur de l'Oberliga : 1990.